# 青春 (麻丘めぐみのアルバム)
『青春』（せいしゅん）は、麻丘めぐみ通算7枚目のスタジオ・アルバム。発売日は1975年7月5日。発売元はビクター音楽産業（現：ビクターエンタテインメント）。規格品番：GX-1004。2009年3月25日に初CD化された。

## 解説
先行シングル「恋のあやとり」とB面曲「すみれの便箋」を含む、7枚目のオリジナル・アルバム。前作『ロマンへの旅立ち』から3ヶ月という、短いインターバルでリリースされた。
レコード（LP）のA面側が“作詞: 岡田冨美子、作曲: 浜圭介”、B面側が“作詞: なかにし礼、作曲: 都倉俊一”という異なるコンビを起用し、A面とB面で違ったイメージを演出している（同様例は項目「アルバムのA面/B面」参照）。
歌詞カードは、カラー写真が使用された8ページのブックレット仕様。ジャケット写真で着用している衣装は私服であると後に語った。
芸能生活50周年を迎えた2009年、リマスタリングで高音質化された紙ジャケット仕様で初めてCD復刻された。タイトルは『青春 +10』で、未収録のシングルA面/B面曲やカラオケ音源がボーナス・トラックで10曲追加収録された。12曲目「枯葉が散ってしまわないうちに」と13曲目「美しく燃えながら」の合間には、10秒程度のブランク・タイムが挿入されている。

## 収録曲

### LP盤
Side A
1. 恋のあやとり
  - 作詞: 岡田冨美子、作曲: 浜圭介、編曲: 竜崎孝路
2. 鳩時計
  - 作詞: 岡田冨美子、作曲: 浜圭介、編曲: 竜崎孝路
3. 予感
  - 作詞: 岡田冨美子、作曲: 浜圭介、編曲: 馬飼野俊一
4. トランプ遊び
  - 作詞: 岡田冨美子、作曲: 浜圭介、編曲: 竜崎孝路
5. すみれの便箋
  - 作詞: 岡田冨美子、作曲: 浜圭介、編曲: 馬飼野俊一
6. ひとりぼっちの午後
  - 作詞: 岡田冨美子、作曲: 浜圭介、編曲: 馬飼野俊一

Side B
1. ダンスをどうぞ
  - 作詞: なかにし礼、作曲: 都倉俊一、編曲: 青木望
2. 街角
  - 作詞: なかにし礼、作曲: 都倉俊一、編曲: 高田弘
3. オモチャのお猿
  - 作詞: なかにし礼、作曲: 都倉俊一、編曲: 川口真
4. 遠い愛
  - 作詞: なかにし礼、作曲: 都倉俊一、編曲: 高田弘
5. 友達の恋人
  - 作詞: なかにし礼、作曲: 都倉俊一、編曲: 高田弘
6. 枯葉が散ってしまわないうちに
  - 作詞: なかにし礼、作曲: 都倉俊一、編曲: 青木望

### CD盤（2009年）
1. 恋のあやとり（3:07）
2. 鳩時計（3:03）
3. 予感（3:39）
4. トランプ遊び（2:47）
5. すみれの便箋（3:12）
6. ひとりぼっちの午後（2:52）
7. ダンスをどうぞ（2:45）
8. 街角（3:03）
9. オモチャのお猿（2:54）
10. 遠い愛（3:14）
11. 友達の恋人（3:07）
12. 枯葉が散ってしまわないうちに（3:48）
13. 美しく燃えながら -ボーナス・トラック-（3:13）
  - 作詞: さいとう大三、作曲・編曲: 馬飼野俊一
14. 夏の終りにきた手紙 -ボーナス・トラック-（2:51）
  - 作詞: さいとう大三、作曲・編曲: 馬飼野俊一
15. 白い微笑 -ボーナス・トラック-（3:02）
  - 作詞: さいとう大三、作曲・編曲: 馬飼野俊一
16. 青いコーヒー・カップ -ボーナス・トラック-（3:00）
  - 作詞: さいとう大三、作曲・編曲: 馬飼野俊一
17. 恋のあやとり -オリジナル・カラオケ-（3:05）
18. すみれの便箋 -オリジナル・カラオケ-（3:11）
19. 美しく燃えながら -オリジナル・カラオケ-（3:12）
20. 夏の終りにきた手紙 -オリジナル・カラオケ-（2:50）
21. 白い微笑 -オリジナル・カラオケ-（3:00）
22. 青いコーヒー・カップ -オリジナル・カラオケ-（2:56）

## 発売履歴
- 1975年07月05日 - LP、規格品番：GX-1004
- 2009年03月25日 - CD（紙ジャケット仕様、リマスタリング、本人インタビュー付）、規格品番：VICL-63263